# Ralph Fitch
Ralph Fitch (Derby, v.1550-Londres, 4 octobre 1611) est un marchand-voyageur britannique, le premier à véritablement commercer avec l'Inde.

## Biographie
Missionné par la Compagnie du Levant, il quitte l'Angleterre en février 1583 avec un joaillier, un peintre et un autre commerçant, à bord du Tiger, soutenu par deux lettres de la reine Elizabeth Ire destinées à l'Empereur moghol Akbar et à l'empereur de Chine.
Il passe par la Syrie et l'Irak et atteint Ormuz où il est arrêté avec ses compagnons et accusé d'espionnage par un marchand vénitien. Ils sont alors expédiés à Goa en Inde où ils sont emprisonnés jusqu'au 22 décembre 1583, date à laquelle ils sont libérés grâce aux démarches de deux jésuites dont Thomas Stephens.
Ils arrivent ensuite à Agra, y sont reçus à la cour puis, à partir de Serampore (novembre 1586), en longeant la côte birmane, arrivent en Thaïlande puis à Macao. Ils séjournent ensuite à Malacca (Malaisie), puis, lors du voyage de retour vers l'Europe, passent à Ceylan, Goa, Ormuz, traversent le Moyen-Orient et atteignent Tripoli où ils embarquent pour Londres, qu'ils atteignent en avril 1591.

## Hommage
William Shakespeare évoque le voyage de Fitch dans Macbeth (Acte 1, scène 3).

## Écrit
- Aanmerklyke Reys van Ralph Fitch, Koopman te Londen, Gedaan van Anno 1583 tot 1591. Na Ormus, Goa, Cambaya, Bacola, Chonderi, Pegu, Jamahay in Siam, en weer na Pegu: van daar na Malacca, Ceylon, Cochin, en de geheele Kust van Oost-Indien. Nu aldereerst uyt het Engelsch vertaald. Met schoone Figueren, en een volkomen Register, 1706 (en hollandais).